# 蒙古烤肉

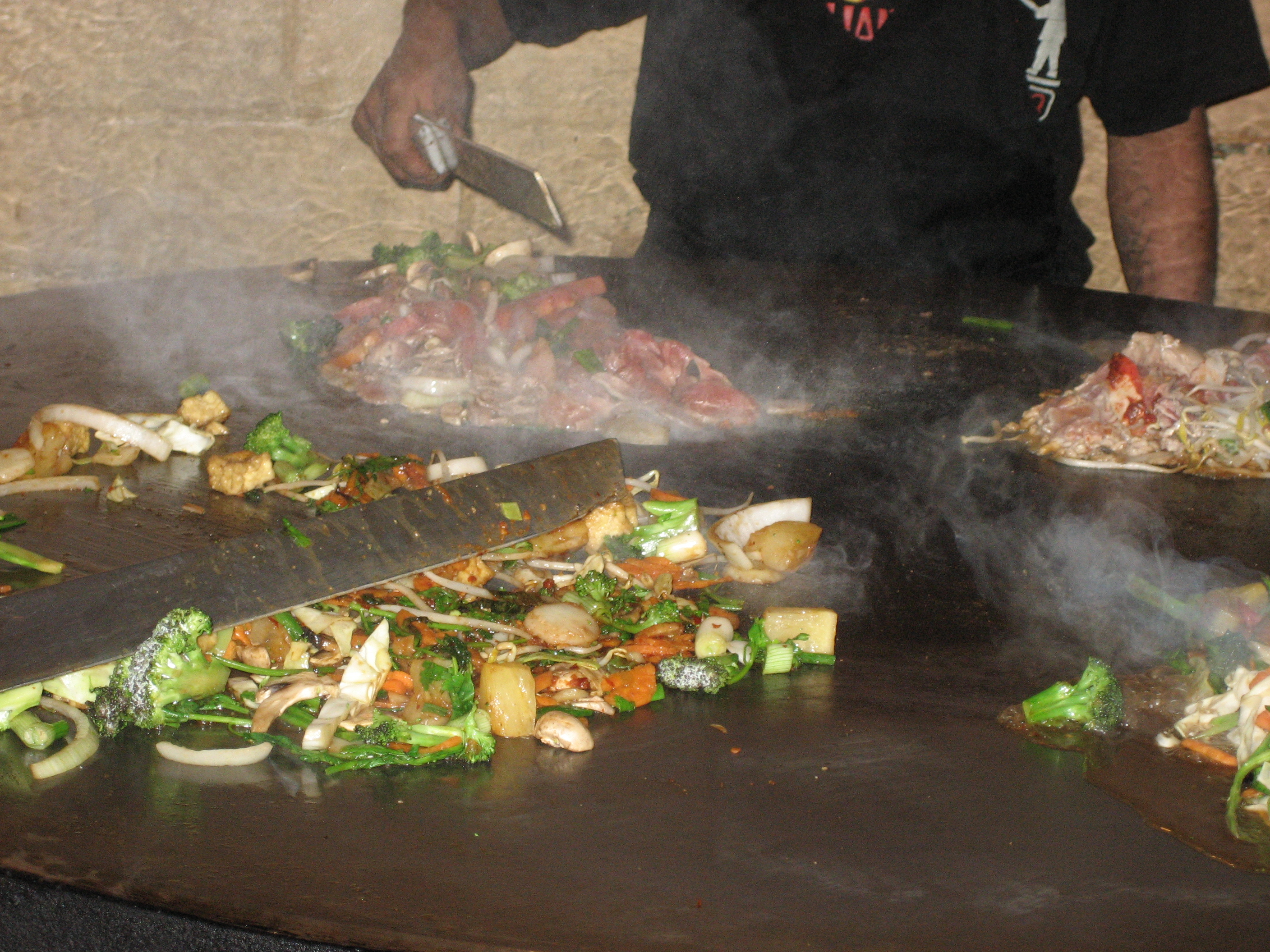
蒙古烤肉

蒙古烤肉是源自臺灣的菜餚，類似鐵板燒，通常由多種肉類與蔬菜等置於大型平鐵板上拌炒而成。取餐形式則類似自助餐，顧客取料後由廚師料理。

## 歷史
蒙古烤肉是由北京出生的資深相聲演員吳兆南發明。
1951年，吳兆南在台北市新店溪畔的螢橋地區開設烤肉店維生，使用了更多種類的肉品、配料和醬料使得整體味道上更多元，牛羊雞豬肉加上蔬菜，再淋上醬油、麻油、大蒜、辣椒、檸檬汁、鳳梨等十餘種配料。吳兆南原本想將此新式料理取名為「北京烤肉」，但聽起來有「通匪」之嫌，叫「北平」也不適合，因而以蒙古取名，「離那地方（指北京）愈遠愈好」。
傅培梅亦曾在其節目傅培梅時間中介紹類似料理，稱其孩子小時候常常帶友人來訪時，午餐會買各樣肉品、蔬菜，發盤子讓孩子們自行夾取搭配，以熱炒方式完成，並命名該料理為「蒙古炒肉」。然而傅培梅長女程安琪出生於1952年，已較上述吳兆南自述研發蒙古烤肉時間晚。
蒙古烤肉從發明以來，在台灣的餐廳都是採取一價吃到飽的形式，只是當時的路邊攤價格低廉，現在因肉品的檔次提高，加上燒餅、酸菜白肉鍋等配套的多樣化，價位也隨之提高。

## 外部連結
- YouTube上的中視新聞【蒙古烤肉元代傳？ 吳兆南自創品牌】.【中視 CTV】官方頻道.2011-10-03